# Лозина-Лозинская, Агния Сергеевна
А́гния Серге́евна Лози́на-Лози́нская (1903[…], Санкт-Петербург — 1958[…]) — советский ботаник, флорист-систематик и дендролог. Автор или соавтор более 215 таксонов, в том числе международного названия Подснежник Воронова и Muscari racemosum . Кандидат биологических наук (1935)
Опубликовала монографию о ревене, написала обзор рода Земляника. В мемуарах Анастасии Михайловны Семёновы-Тян-Шанской упоминалась как любимая ученица Владимира Комарова.

## Биография
Родилась 3 августа 1903 года в Санкт-Петербурге, Российская Империя. В 1924 году окончила биологическое отделение ЛГУ, с первого курса занималась в классе Николая Адольфовича Буша. С 1922 года начала работать в Главном ботаническом саду в отделе живых растений. Автор ряда статей в научных сводках «Флора СССР», «Флора Туркменистана» и «Флора Забайкалья».
В 1932 году — направлена на организацию Ботанического сада в Алма-Аты. В 1935—1937 года была старшим научным сотрудником в Уфимском ботаническом саду. С 1937 по 1940 года находилась в научных экспедициях АН СССР по изучению вида Совка хлопковая.
В 1941—1944 годах работа в селе Теньки по изучению зимостойкости плодовых растений.

### Растения, описанные А. С. Лозина-Лозинской
- Подснежник Воронова (Galánthus wóronowii Losinsk.)
- Fragaria gracilis (Fragaria gracilis Losinsk.)

- Fragaria orientalis Losinsk. — Земляника восточная
- Fragaria pentaphylla Losinsk. — Земляника пятилисточковая
- Ревень Максимовича (Rheum maximowiczii Losinsk.)
- Bellevalia aucheri Losinsk.